# Martwe centrum handlowe

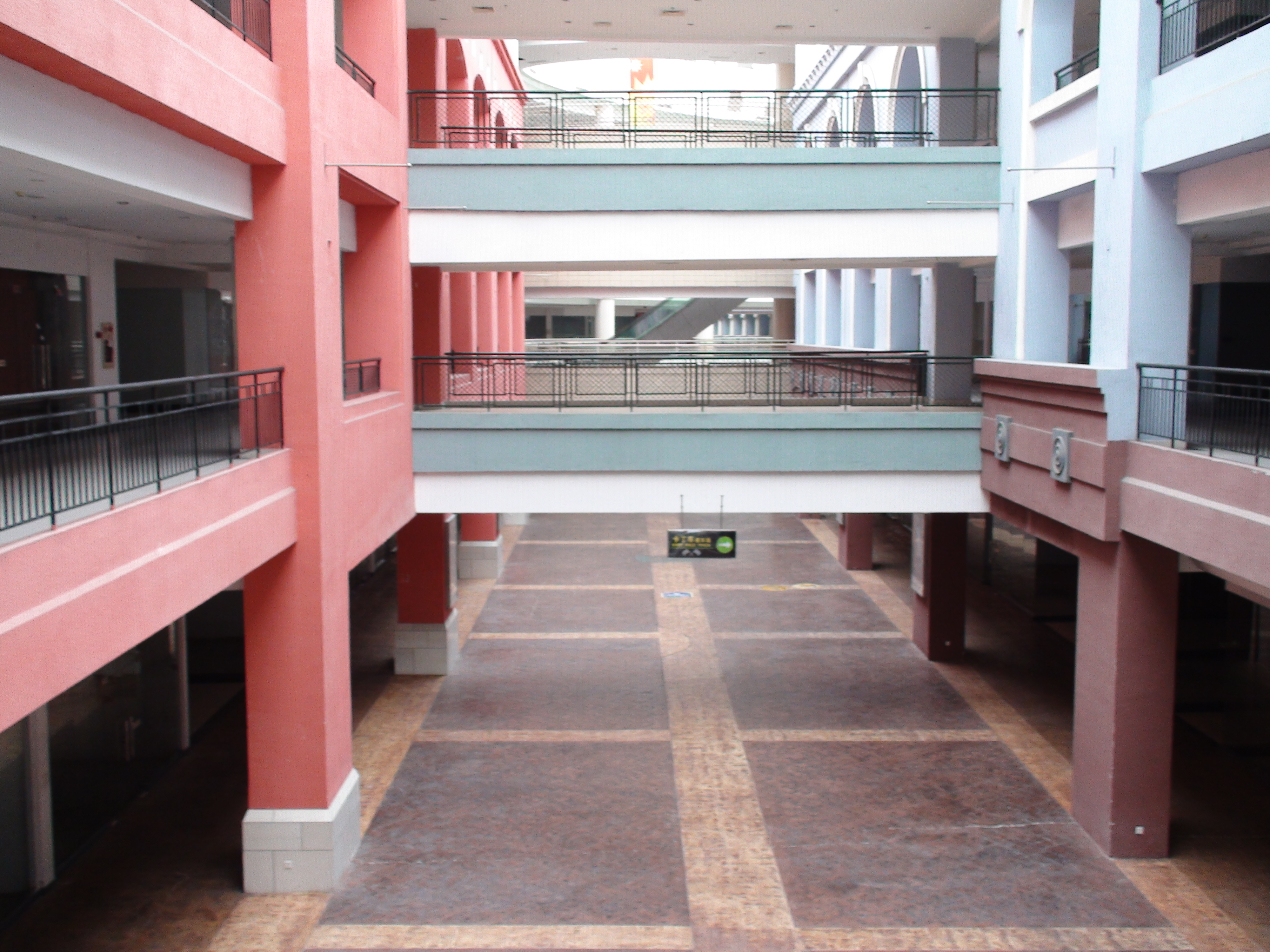
Pusty korytarz w New South China Mall

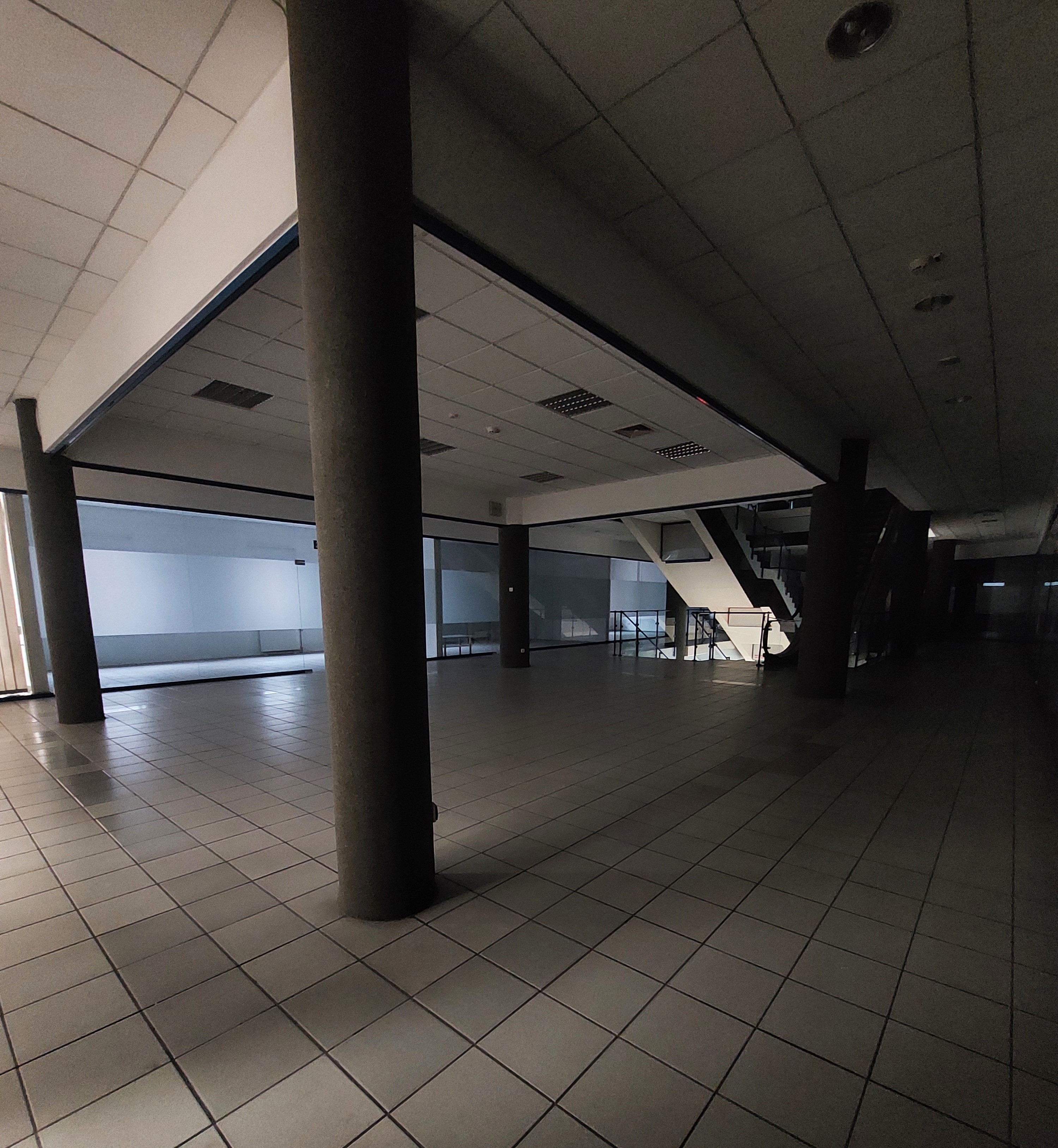
Wnętrze CH Saspol w Łodzi w 2024.

Martwe centrum handlowe – centrum handlowe odwiedzane przez małą liczbę klientów i/lub w którym większość powierzchni jest niezagospodarowana.
W Stanach Zjednoczonych wiele centrów handlowych uznaje się za martwe, gdy tracą tak zwaną kotwicę (ang. anchor), czyli wielki sklep sieciowy lub dom towarowy, przyciągający klientów. Bez niej pozostałe sklepy nie są w stanie przyciągnąć tylu kupujących, ilu potrzebują, aby osiągnąć rentowność i pokryć koszty utrzymania.

## Przyczyny
Przyczyn powstawania martwych galerii jest wiele. Jedną z głównych jest przesycenie nimi rynku. W związku z bardzo silną ekspansją internetu, a co za tym idzie handlem internetowym, centra handlowe i galerie zanotowały znaczny spadek obrotów. Dodatkowo centra handlowe powstają zazwyczaj na obrzeżach miast, a wiele sieci dużych sklepów preferuje lokowanie się bliżej mieszkańców. Szczególnie podczas kryzysów klienci zmieniają swoje preferencje, mając mniej czasu i pieniędzy na zakupy, częściej wybierają lokalne sklepy zamiast poświęcać więcej czasu i środków na podróż do odległej galerii.

## Odnawianie
Martwe centra handlowe są czasami odnawiane. Wymaga to przebudowy, zmiany wystroju i dekoracji lub zastosowania wszelkich innych metod mających na celu zachęcić klientów do odwiedzania galerii. Czasami wiąże się to ze zmianą sposobu użytkowania części przestrzeni, na przykład przeznaczeniem jej na biura lub ośrodki szkoleniowe (przykładami są Park Central Mall w Phoenix, Eastmont Town Center w Oakland). Skrajnym przypadkiem jest wyburzenie galerii i inne zagospodarowanie pozyskanego terenu (co często jest tańsze niż budowanie na użytkach zielonych).